# Филип фон Геминген (1601 – 1638)
Филип фон Геминген (на немски: Philipp von Gemmingen; * 1601 в Рапенау; † 1638) е благородник от стария алемански рицарски род Геминген в Крайхгау в Баден-Вюртемберг, господар в Рапенау и Трешклинген (днес част от Бад Рапенау). В началото на Тридесетгодишната война той се бие на страната на протестантите и затова през 1630 г. императорът му взема дадените му земи.
Той е най-големият син на Еберхард фон Геминген (1567 – 1611) и Анна Кристина фон Роденщайн († 1611), дъщеря на Филип фон Роденщайн (* 1544) и Кристина Шутцбар, преим. фон Милхлинг.
Филип има за домашен учител дворцовия майстер на Геминген Йохан Валентин Андреае (1586 – 1654), по-късно щутгартски дворцов предигер. Родителите му умират през октомври 1611 г. и малолетните Филип, братята му Мелхиор Райнхард (1603 – 1635, става военен, умира от чума) и Ханс Зигмунд (убит във войната) са под опекунството първо на чичо им Ханс Вилхелм фон Геминген, който умира 1615 г., тогава тази задача поема чичо им Райнхард „Учения“.
Филип следва в Тюбинген и през започналата Тридесетгодишна война попада 1619 г. при Амберг в ръцете на фон Верберн, и чрез тях става знаменосец в протестантската съюзническа войска. През 1621 г. той се бие при Ернст фон Мансфелд при Вайдхауз срещу баварската войска. През 1621 г. му разрешават да напусне войската и той се връща в Рапенау и се жени 1622 г. с Урсула Барбара фон Варнщет. Той започва да живее в Трешклинген. През 1626 г. вюртембергския херцог Йохан Фридрих му дава фамилната собственост.
През 1630 г. императорът му взема Рапенау, понеже в началото на Тридесетгодишната война е на страната на протестантите. Неговите протести и молби не се взенмат под внимание и Филип започва служба при принц Бернхард фон Ваймар и с неговата войска тръгва срещу баварско-австрийската и испанска войска на горен Рейн, където пада убит през 1638 г. на 37 години.
Съпругата му и син му Еберхард бягат първо във Фюрфелд, по-късно в Менцинген. Син му Еберхард скоро е под закрилата на френския фелдмаршал Лудвиг фон Шмидберг (1594 – 1657) .
Син му Еберхард е единствен наследник на фамилията от линията Рапенау. Той получава след Вестфалскиския мирен договор 1648 г. обратно именията в Рапенау и Трешклинген.

## Фамилия
Филип фон Геминген се жени 1622 г. за Урсула Барбара фон Варнщет. Те имат един син:
- Еберхард фон Геминген (1628 – 1675); наследен е от Вайпрехт фон Геминген (1608 – 1680) през 1675 г. в Рапенау и Трешклинген